# GE Capital Aviation Services
GE Capital Aviation Services, también conocida por el acrónimo GECAS era una subsidiaria de GE Capital, a su vez parte del conglomerado empresarial General Electric. GECAS era la unidad de negocio dedicada a la venta y arrendamiento financiero de aeronaves y equipamiento asociado a las diferentes aerolíneas. La compañía dispone de dos oficinas principales situadas en Shannon,  Irlanda y Stamford, Estados Unidos. En noviembre del 2021 se anunció su adquisición total por parte de AerCap.
La flota de GECAS se componía de más de 1800 aeronaves, estando arrendadas por un total de 245 aerolíneas. La práctica totalidad de las aeronaves que eran propiedad de GECAS están equipadas con motores fabricados por GE-Aviation, otra subsidiaria de la General Electric.